# Anschlag in Quetta 2017
Beim Anschlag in Quetta 2017 griffen Terroristen des pakistanischen Arms des „Islamischen Staates“ (IS) am 17. Dezember 2017 die Bethel Memorial Methodist Church an. Mindestens acht Menschen wurden dabei getötet und Dutzende verletzt.
Zwei Selbstmordattentäter griffen einen gut besuchten Gottesdienst in der Kirche an. Etwa 400 Menschen hielten sich in der Kirche auf. Es kam zu einem Schusswechsel mit den Angreifern; einer der Täter wurde bereits im Eingangsbereich von Sicherheitskräften erschossen, der zweite zündete seine Sprengstoffweste.
Christliche Kirchen in Pakistan waren vor dem Anschlag bereits Ziel islamistischer Angriffe in der Weihnachtszeit. Quetta, in der Region Belutschistan im Südwesten Pakistans, war bereits 2016 von zwei schweren Anschlägen unterschiedlicher Organisationen betroffen.